# L.S.E.
L.S.E. ist eine 1992 gegründete Band der Kölner Musiker Rolf Lammers, Arno Steffen und Tommy Engel. Der Bandname steht für die Nachnamen der Mitglieder.
In ihrem Gründungsjahr war die Band Mitinitiator der Bewegung Arsch huh, Zäng ussenander gegen rechte Gewalt. Nach dem Ausstieg Engels bei den Bläck Fööss 1994 konzentrierte sich dieser auf L.S.E.
2008 traten L.S.E. während der politischen Demonstration „Köln stellt sich quer“ auf. 2012 sagte Engel, dass es kein neues Album gebe und die Band wohl nie mehr gemeinsam touren werde, aber dass sie noch aufträte, wenn sich eine Möglichkeit dafür ergebe, so auch bei Arsch huh. Beim Gedenkfestival Birlikte – Zusammenstehen 2014 zum zehnten Jahrestag des Nagelbombenanschlags in Köln stand die Band ebenfalls auf der Bühne.

## Diskografie
- 1992: Für et Hätz un jäjen d’r Kopp
- 1994: Ruhm kennt keine Gnade
- 1996: AUA
- 2001: Best of Live
- 2004: Das Beste
- 2009: Das Beste solo und mit L.S.E. (1992-2002)